# شودري أمير حسين
شودري أمير حسين (وُلد في 22 حزيران 1942) هو سياسي باكستاني. كان رئيسًا للجمعية الوطنية الباكستانية السابع عشر، وخدم من عام 2002 إلى عام 2008.
وُلد شودري أمير حسين في جامو. هاجرت عائلته إلى سيالكوت في عام 1947. حصل على درجة الماجستير والبكالوريوس في الحقوق من جامعة البنجاب وعمل مُحاميًا. وهو الآن محامي في المحكمة العليا في باكستان. بدأ مسيرته السياسية البرلمانية في عام 1985 عندما انتُخب عضوًا في الجمعية الوطنية الباكستانية. مثل دائرته الانتخابية خمس فترات. وظل وزيرًا اتحاديًّا للقانون والعدل والشؤون البرلمانية. شغل أيضًا منصب رئيس الجمعية الوطنية الباكستانية من عام 2002 إلى عام 2008.
في الثاني من أكتوبر/تشرين الأول 2007، استقال 85 نائبًا مُعارضًا باكستانيًّا من برلمان البلاد لإحباط مساعي الرئيس برويز مشرف لإعادة انتخابه. وكان من المقرر أن ينتخب البرلمان الرئيس الجديد قبل 15 أكتوبر/تشرين الأول. صرح رئيس الجمعية الوطنية شودري أمير حسين بأن الاستقالات لن تؤثر على الانتخابات الرئاسية.
هُزم حسين في دائرته الانتخابية في سيالكوت في الانتخابات البرلمانية التي جرت في فبراير 2008.